# Comuna Vatîn, Horohiv
Vatîn (în ucraineană Ватин) este o comună în raionul Horohiv, regiunea Volînia, Ucraina, formată din satele Vatîn (reședința) și Vatîneț.

## Demografie
Componența lingvistică a satului Vatîn
     Ucraineană (99,6%)
     Alte limbi (0,4%)
Conform recensământului din 2001, majoritatea populației satului Vatîn era vorbitoare de ucraineană (99,6%), existând în minoritate și vorbitori de alte limbi.